# Balkán-hegység
A Balkán-hegység (bolgárul és szerbül Стара планина [Sztara planina], szerbül latin betűkkel Stara planina, a. m. „Öreg hegység”) a Kárpátok meghosszabbítása a Duna déli oldalán, a Balkán-félszigeten.
A hegység 560 kilométer hosszúságban vonul Szerbia keleti részéből keleti irányban Bulgária középső részén keresztül a fekete-tengeri Emine-fokig.
Az ókorban a Balkán-hegységet latinul Haemus, görögül Haimosz néven ismerték. Mindkét szó valószínűleg a „hegyorom” jelentésű trák *saimon szóból ered. (A hegyeket és környéküket az ókorban a trákok törzsei lakták.) A mai elnevezéshez hasonlóan az ókori görög nyelvben a hegység neve egyben a Balkán-félsziget neve is lett (Χερσόνησος του Αίμου).
A Balkán-hegység legmagasabb csúcsa Közép-Bulgáriában van, a 2376 méter magas Botev-csúcs. A bolgár költő és nemzeti hős Hriszto Botevről nevezték el, aki a Balkán-hegység nyugati részében elhelyezkedő Vraca város közelében halt meg a Török Birodalom elleni harcokban, 1876-ban.
A Botev-csúcs közelében van a Sipka-szoros, ahol az 1877–1878-as orosz–török háborúban négy fontos csatát vívtak.

## Barlangok a hegységben
Bankovica-barlang, Devetaki-barlang, Kolkina dupka (Kolkina-lyuk), Kozarnika-barlang (Szófia megye), Kumanica-barlang, Ledenika-barlang.

## Képek

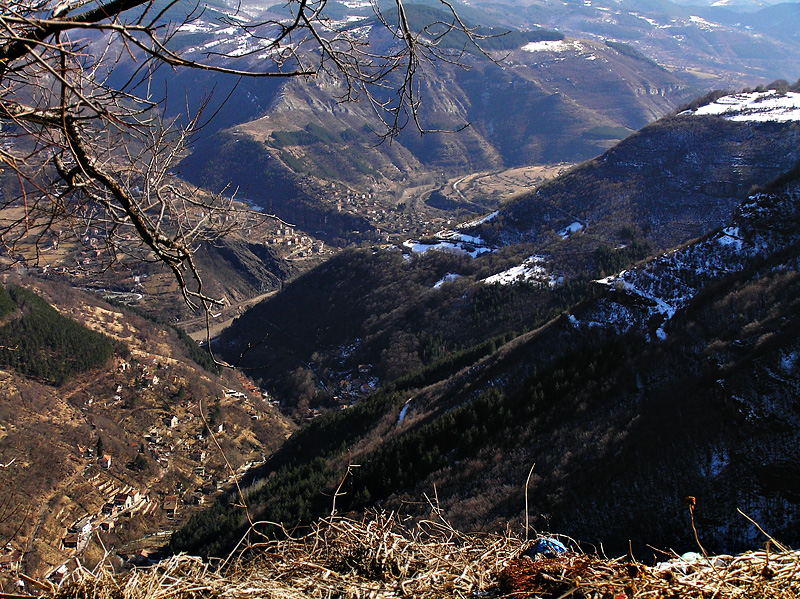
A hegyek közt kanyargó Iszkar folyó
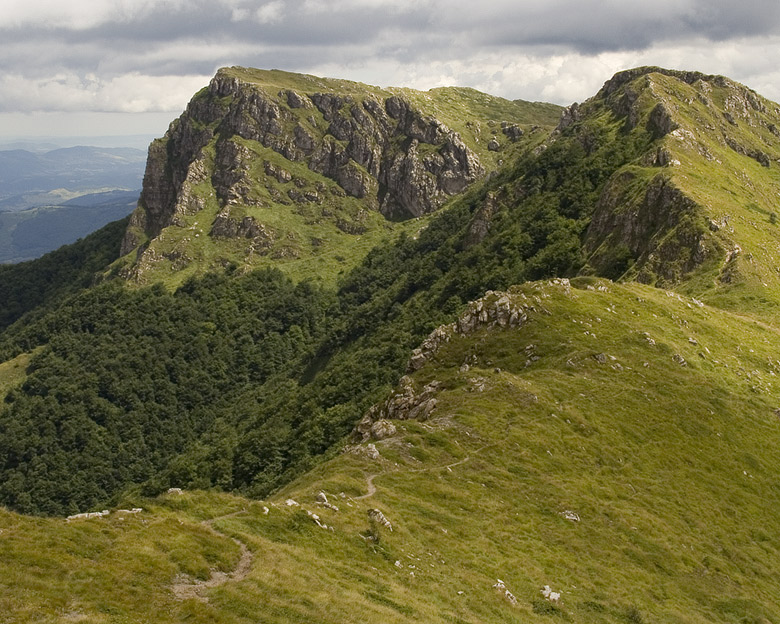
A Kozja Sztena természetvédelmi terület
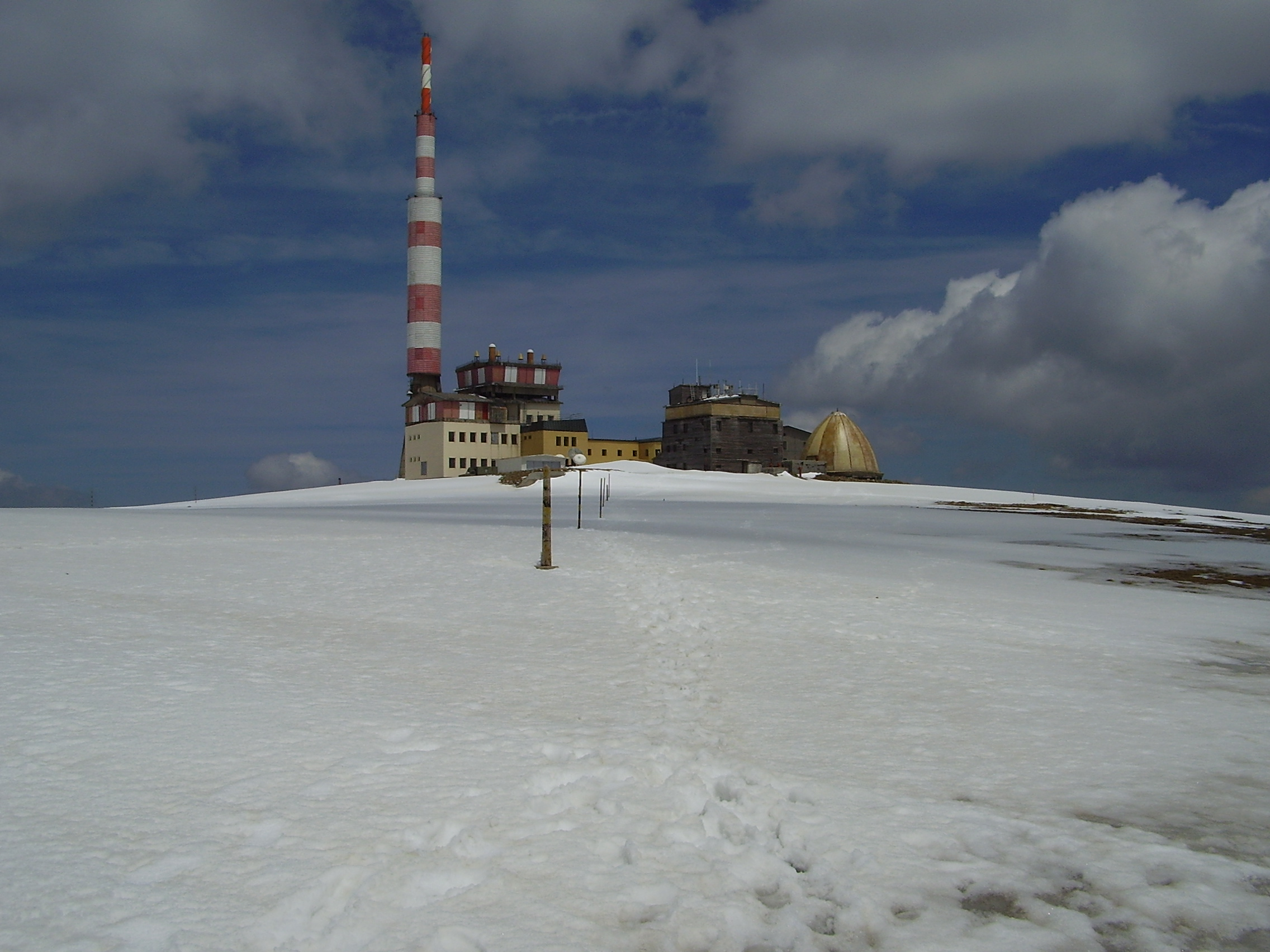
A Botev-csúcs 2376 méter magasságban
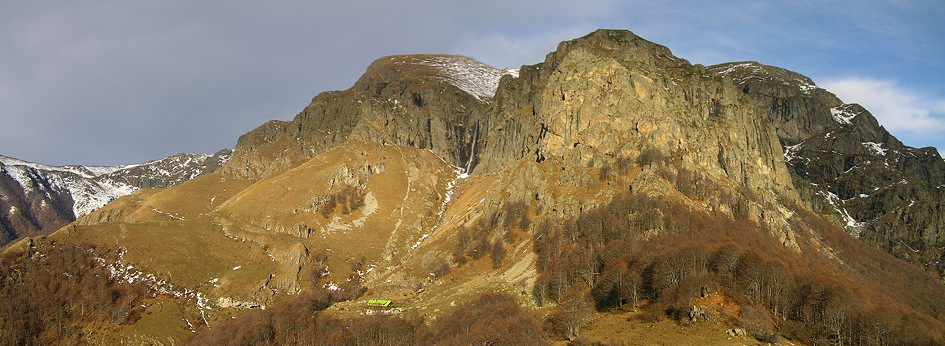
Kilátás a Ray menedékházból a Közép-Balkán hegységre, középen a Rajszko Praszkalo vízesés

### Térképek
| A Balkán-hegység nyugati részének térképe (bolgárul) | A Balkán-hegység központi részének térképe (bolgárul) | A Balkán-hegység keleti részének térképe (bolgárul) |
| Nyugati rész (bolgárul)                              | Központi rész (bolgárul)                              | Keleti rész (bolgárul)                              |